# Georgsdorfer Moor
Das Georgsdorfer Moor ist ein Naturschutzgebiet in den niedersächsischen Gemeinden Hoogstede, Georgsdorf und Osterwald im Landkreis Grafschaft Bentheim und Twist im Landkreis Emsland.

## Allgemeines
Das Naturschutzgebiet mit dem Kennzeichen NSG WE 290 ist circa 1100 Hektar groß. Es ist Bestandteil des aus zwei Teilflächen bestehenden EU-Vogelschutzgebietes „Dalum-Wietmarscher Moor und Georgsdorfer Moor“, mit dessen Westteil es sich überlagert. Zusammen mit dem Naturschutzgebiet „Dalum-Wietmarscher Moor“ sichert es das EU-Vogelschutzgebiet. Im Naturschutzgebiet gingen die Naturschutzgebiete „Neuringer Wiesen“ und „Hootmanns Meer“ auf. Das Gebiet steht seit dem 10. April 2025 unter Naturschutz. Zuständige untere Naturschutzbehörden sind die Landkreise Grafschaft Bentheim und Emsland.

## Beschreibung
Das Naturschutzgebiet liegt südwestlich von Meppen bzw. nordwestlich von Lingen (Ems). Der im Landkreis Emsland liegende Teil des Naturschutzgebietes liegt am Südrand des Internationalen Naturparks Bourtanger Moor-Bargerveen. Es stellt einen Rest des ehemals großflächigen Hochmoorkomplexes Bourtanger Moor unter Schutz. Das Gebiet wurde in den 1950er-Jahren im Rahmen des Emslandplans entwässert und landwirtschaftlich nutzbar gemacht. Große Teile des Gebietes wurden später abgetorft. Die Abtorfung hält zum Zeitpunkt der Unterschutzstellung an. Die abgetorften Flächen werden gemäß dem Niedersächsischen Moorschutzprogramm im Rahmen der Renaturierung wiedervernässt.
Das Naturschutzgebiet wird großflächig von abgetorften Hochmoorflächen geprägt. Bereiche, die aus der Abtorfung entlassen wurden, werden überwiegend wiedervernässt. Randbereiche, die in das Naturschutzgebiet einbezogen sind, wurden in der Vergangenheit teilweise kultiviert und werden landwirtschaftlich genutzt. Dies betrifft insbesondere auch den Bereich des ehemaligen Naturschutzgebietes „Neuringer Wiesen“, der großflächig überwiegend als Grünland genutzt wird. Die Grünländer sind teilweise durch Hecken gegliedert. Im Zentralbereich der Neuringer Wiesen wird mit einer Renaturierungsmaßnahme die Wiederherstellung hochmoortypischer Lebensräume versucht. Im Bereich des ehemaligen Naturschutzgebietes „Hootmanns Meer“ herrschen Moorwälder und Pfeifengrasflächen vor. Moorwälder sind auch im Südwesten des Naturschutzgebietes ausgebildet.
Das Naturschutzgebiet beherbergt teilweise hochmoortypische Vegetation unter anderem mit Mittlerem und Rundblättrigem Sonnentau, Torfmoose wie das Spieß-Torfmoos sowie Wollgräser, Glocken- und Besenheide.
Das Gebiet hat eine besondere Bedeutung für verschiedene Vogelarten, darunter Wat- und Wiesenvögel wie Großer Brachvogel, Kiebitz, Rotschenkel, Bekassine, Austernfischer, Uferschnepfe, Feldlerche, Braunkehlchen, Schwarzkehlchen, Blaukehlchen und Schafstelze. Weiterhin beherbergt das Naturschutzgebiet unter anderem Ziegenmelker, Neuntöter, Raubwürger, Kornweihe, Sumpfohreule, Steinschmätzer, Gartenrotschwanz und Pirol sowie verschiedene Entenvögel wie Krickente, Löffelente, Reiherente und andere Wasservögel wie Tüpfelsumpfhuhn, Hauben- und Schwarzhalstaucher. Darüber hinaus ist das Naturschutzgebiet Lebensraum bzw. potentieller Lebensraum für Fluss- und Goldregenpfeifer. Letzterer wird für das EU-Vogelschutzgebiet „Dalum-Wietmarscher Moor und Georgsdorfer Moor“ als wertbestimmende Art geführt.
Im Westen des Naturschutzgebietes verläuft ein Holzweg durch den Moorwald bis zum früheren Torfabbaugebiet. Das Naturschutzgebiet entwässert über Gräben zur Grenzaa, zum Süd-Nord-Kanal und zum Coevorden-Piccardie-Kanal. Es ist größtenteils von landwirtschaftlichen Nutzflächen umgeben. Südwestlich von Twist quert eine Kreisstraße das Naturschutzgebiet.